# Heimiodora verticillata
Heimiodora verticillata är en svampart som beskrevs av Nicot 1960. Heimiodora verticillata ingår i släktet Heimiodora, divisionen sporsäcksvampar och riket svampar.   Inga underarter finns listade i Catalogue of Life.